# Norwalk, Iowa
Norwalk là một thành phố thuộc quận Warren, tiểu bang Iowa, Hoa Kỳ. Năm 2010, dân số của thành phố này là 8945 người.

## Dân số
Dân số qua các năm:
- Năm 2000: 6884 người.
- Năm 2010: 8945 người.